# Galona
Galóna ali galón je imperialna prostorninska mera za prostornino. Obstajata vsaj dve različni definiciji:
- imperialna galona je 4,54609 litra,
- ameriška galona je 231 kubičnih palcev (3,785411784 litra).